# غونار رينغ أموندسين
غونار رينغ أموندسين هو مهندس نرويجي، ولد في 12 يوليو 1894، وتوفي في 11 ديسمبر 1972.